# Dandan Oilik
Dandan Oilik (chinês simplificado: 丹丹乌里克; chinês tradicional: 丹丹烏里克; pinyin: Dāndānwūlǐkè), também conhecida por Dandān-Uiliq ("as casas com marfim"), é uma cidade oásis histórica abandonada e um local budista no deserto de Taklamakan, na China, localizado ao nordeste de Khotan, na atual região autônoma de Xinjiang, entre os rios Khotan e Keriya.
O sítio central cobre uma área de 4,5 km2; o oásis maior se estende por uma área de 22 km2. O local floresceu a partir do século VI como um local ao longo do ramo sul da Rota da Seda até seu abandono antes do avanço tibetano no final do século VIII.